# Scud

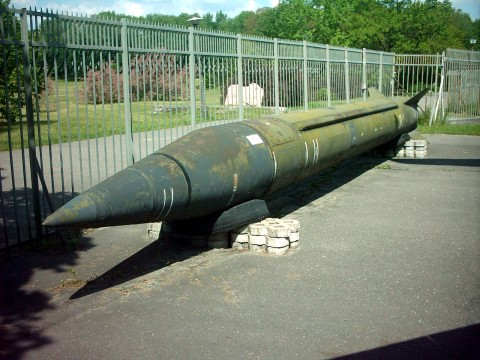
Míssil polonès del tipus 8/K-14 (Scud-B).

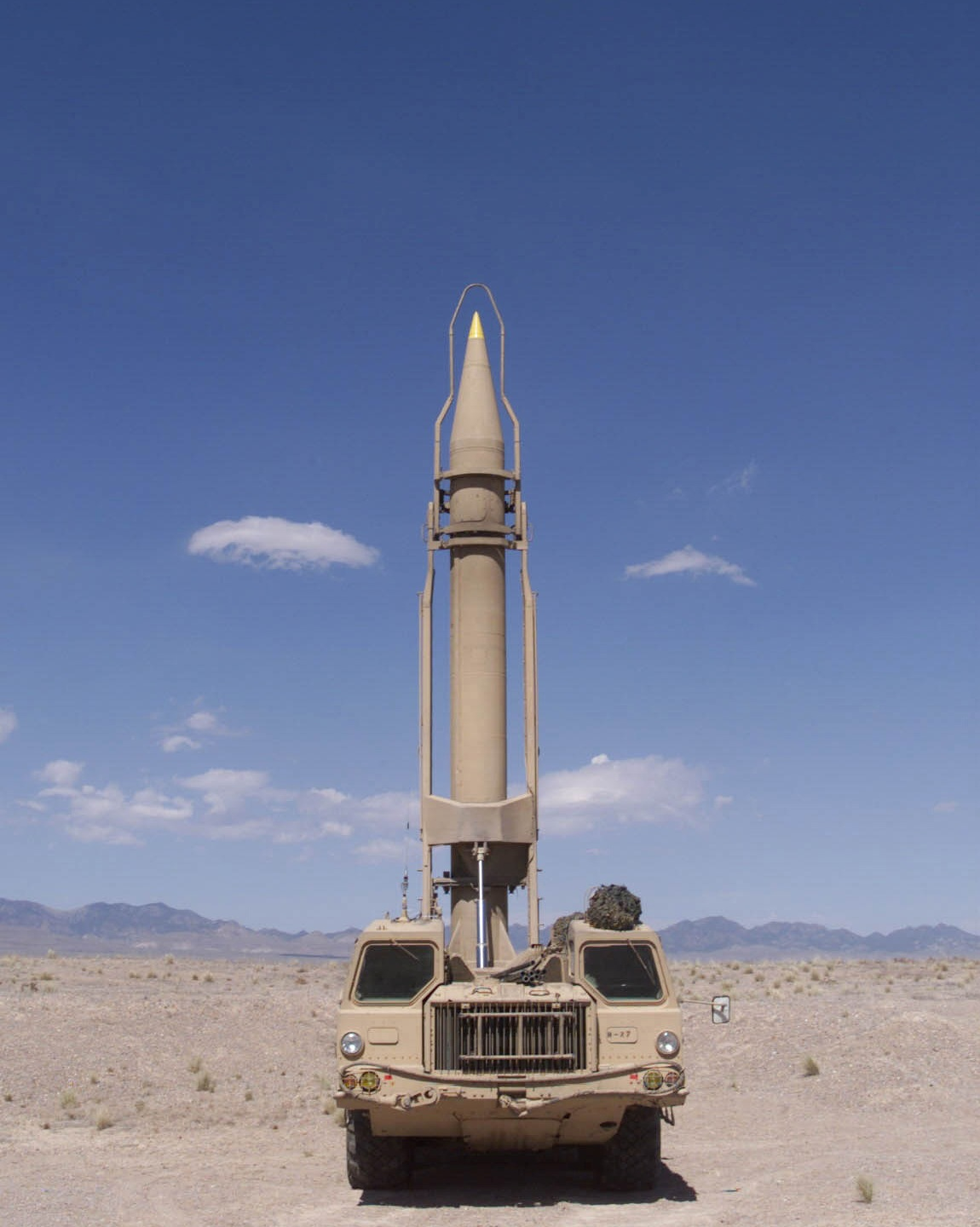
Míssil Scud sobre transport de llançament МАZ-543P a Bulgària

Scud és el nom popular amb el qual es coneix una sèrie de míssils balístics tàctics desenvolupats per la Unió Soviètica durant la guerra freda i exportats en grans quantitats a altres països. El nom procedeix de la denominació que es recull als informes de l'OTAN, SS-1 Scud, que les agències d'intel·ligència occidentals havien assignat a aquest tipus de míssils. Els noms russos per al míssil són R-11 (la primera versió) i R-300 Elbrus (versions posteriors). El nom Scud ha sigut utilitzat pels mitjans de comunicació per referir-se no només a aquests míssils en concret, sinó a tota la gamma de míssils desenvolupats en altres països basats en el disseny soviètic. A vegades, als Estats Units, el terme scud s'aplica a tots els míssils balístics de procedència no occidental.

## Desenvolupament soviètic
El terme scud s'utilitzà per primera vegada quan l'OTAN aplicà el nom SS-1b Scud-A al míssil balístic R-11. L'anterior míssil R-1 havia sigut denominat SS-1 Scunner per l'OTAN, però el seu disseny era molt diferent, gairebé una còpia del V-2 alemany. La tecnologia utilitzada en l'R-11 procedia també del V-2, però era un nou disseny, més petit i amb una forma molt diferent de la del V-2 i l'R-1. L'R-11 fou desenvolupat per Makeiev OKB i entrà en servei el 1957.
Altres versions posteriors eren l'R-300 Elbrus / SS-1c Scud-B el 1961 i l'SS-1d Scud-C el 1965, els quals podien dur una càrrega convencional, un cap nuclear de 5 a 80 kilotones, o un cap químic VX. La variant SS-1e Scud-D desenvolupada als anys 80 pot dur un cap convencional altament explosiu, un cap termobàric, 40 bombes de fragmentació, o 100 mines antipersona de 5 kg cadascuna.
Tots els models fan 11,25 metres de llarg (excepte l'Scud-A, que és un metre més curt) i un diàmetre de 0,88 metres. Són propulsats per un únic motor. L'Scud-A utilitza querosè i àcid nítric, mentre que la resta de models utilitzen combustibles del tipus UDMH i RFNA.

### R-11FM
L'R-11FM (8A61FM) (en rus: Р-11ФМ) és una modificació pel medi marí destinada al llançament des de submarins però a la superfície del mar. Tenia un abast màxim de 250 km i l'adoptà la Marina Soviètica. Desenvolupat en SKB-385 per V. Makeiev.

## Versions de l'Scud
El nom Scud també s'utilitza per referir-se a una modificació iraquiana del mateix míssil. Millorat per aconseguir un abast més extens, prengué un gran protagonisme durant la guerra del Golf, quan 40 d'aquests míssils foren llançats sobre Israel i uns altres 46 sobre Aràbia Saudita. El sistema de míssils Patriot de fabricació estatunidenca s'assignà l'èxit en abatre els míssils, però molts crítics afirmen que la precisió dels míssils Patriot ha sigut enormement exagerada i que en realitat un 85% no assoliren el seu objectiu. Els míssils suposaven la majoria de les armes ofensives d'Iraq, sobretot a Israel. Hi havia una gran preocupació per la possibilitat que fossin carregats amb caps químics o biològics.
Al final els Scud causaren la mort directa d'un israelià i 28 soldats estatunidencs (el míssil caigué sobre el seu quarter a l'Aràbia Saudita). La intercepció dels Scud suposà un terç dels esforços de la coalició. Es podien desplaçar fàcilment carregats en camions i eren difícils de detectar.
Els iraquians en desenvoluparen quatre versions: l'Scud, l'Scud de gran abast, l'Al Hussein i l'Al Abbas. En gran part eren míssils de baixa qualitat, car se solien trencar en ple vol i portaven caps molt petits.
Els programes de míssils nord-coreà, iranià i pakistanès han utilitzat tecnologia Scud per desenvolupar míssils amb abasts que suposadament oscil·len entre 1.300 i 1.500 km.

## Ús pràctic
Totes les versions de l'Scud es deriven del coet V-2 alemany (com la majoria de míssils i coets nord-americans) i són molt imprecises. Les modificacions iraquianes n'augmentaren l'abast, a costa de reduir la precisió de l'impacte.
Com en alguns altres míssils, és fàcil per a transportar amb un transport erector llençador (TEL) resultant en un avantatge militar considerable. Aquesta mobilitat permet un canvi més o menys constant de posició, augmentant així la supervivència del sistema en combat, fins a tal punt que, dels aproximadament 100 llançadors considerats en principi destruïts per pilots de la coalició i forces especials en la guerra del Golf, cap no pogué ser confirmat.
L'Scud (incloent-hi els derivats) és un dels pocs míssils balístics que s'han utilitzat en conflictes reals i és el segon míssil més utilitzat després del V2 en termes de llançaments en operacions de combat i sobre ciutats. A més de ser utilitzats en la guerra del Golf, els míssils Scud foren utilitzats en diversos conflictes regionals, sobretot per forces soviètiques a la Guerra afganosoviètica, pels iranians i els iraquians en la Guerra Iran-Iraq el 1988 quan, en resposta als atacs de míssils iranians contra Bagdad i altres centres urbans, Iraq llançà entre el 29 febrer i el 20 d'abril 190 míssils Scud-B sobre diverses ciutats iranianes, incloent-hi la capital Teheran. Aquests impactes causaren milers de morts a ambdós bàndols enfrontats i un terrible pànic a Iran, cosa que probablement provocà que se signés un tractat de pau més favorable per Iraq en acabar la guerra, anunciant com serien les guerres del futur, amb exèrcits llançant míssils sobre ciutats. S'utilitzaren també uns quants Scud a la guerra civil del Iemen del 1994 i per part de les forces russes a Txetxènia des del 1996.
Els països que tenen Scud-B són: Afganistan, Armènia, l'Azerbaidjan, Belarús, Bulgària, Geòrgia, el Kazakhstan, Líbia, Polònia, Eslovàquia, Turkmenistan, Ucraïna, Perú, Emirats Àrabs Units, Vietnam i el Iemen. La República Democràtica del Congo i Egipte han comprat Scud-C a més de Scud-B. Síria ha adquirit Scud-D, i el míssil de tipus Al-Hussein d'Iraq també té un abast similar al dels Scud-D.
L'altre tipus de míssil similar utilitzat en una guerra és el míssil rus OTR-21 Totxka, amb llançaments durant la Segona guerra de Txetxènia el 1999 i uns 14 llançaments contra el districte de Barzeh al nord-est de Damasc durant la Guerra civil siriana

## Característiques generals
| OTAN                                | Scud-A  | Scud-B | Scud-C     | Scud-D  |
| EUA                                 | SS-1b   | SS-1c  | SS-1d      | SS-1e   |
| Inici de distribució                | 1957    | 1965   | 1965       | Anys 80 |
| Fi de distribució                   | 1978    |        |            |         |
| Abast                               | 130 km  | 300 km | 575-600 km | 700 km  |
| Marge d'error (estimació de l'OTAN) | 4.000 m | 900 m  | 900 m      | 50 m    |